# Frühlingswogen

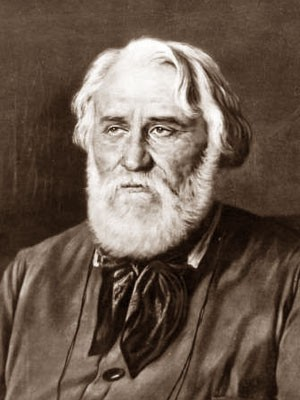
Iwan Turgenew in den 1870er Jahren

Frühlingswogen, auch Frühlingsfluten (russisch Вешние воды, Weschnije wody), ist eine Novelle des russischen Schriftstellers Iwan Turgenew, die 1871 in Baden-Baden vollendet wurde und 1873 im Westnik Jewropy erschien.

## Inhalt
Anno 1870 denkt der adlige Gutsbesitzer Dimitri Pawlowitsch Sanin aus dem Gouvernement Tula an den Sommer 1840 in Frankfurt zurück. Nach mehrmonatigem Italienaufenthalt hatte er sich auf der Rückreise nach Sankt Petersburg die Stadt am Main angeschaut und dabei die Italienische Konditorei Giovanni Roselli betreten. Der 25-jährige Durchreisende war in der Konditorei der um die 19-jährigen Gemma Roselli begegnet. Beherzt rettet er – Erste Hilfe leistend – deren 14-jährigem Bruder Emilio das Leben und findet auch somit Zugang zur Familie Roselli aus Vicenza.
Sanin verpasst die bereits vollständig bezahlte Kutsche nach Berlin und bleibt bei Gemma in Frankfurt. Gemmas Bräutigam Karl Klüber, wohlhabender Leiter eines Frankfurter Tuch- und Seidengeschäfts, lädt den Lebensretter zu einer gemeinsamen Ausfahrt nach Soden am Taunus ein. Das Vergnügen endet mit einem Eklat in der Ausflugsgaststätte. Der betrunkene Offizier Baron von Dönhof am Nachbartisch beleidigt Gemma und wird dafür von Sanin gefordert. Der Tuchhändler Klüber beschränkt sich auf eine strenge Behandlung des aus seiner Sicht für den Zwischenfall zuständigen Kellners.
Die beiden Kontrahenten überleben nahe bei Hanau das Duell. Sanin verfehlt von Dönhof und letzterer schießt absichtlich daneben. Gemma gibt Herrn Klüber den Verlobungsring zurück. Sanin und Gemma gestehen sich ihre Liebe. Gemmas Mutter, die in Parma geborene Witwe Leonora Roselli, ist untröstlich. Die Konditorei geht schlecht. Der vermögende Herr Klüber wäre der Notanker gewesen. Sanin, zum „echten Stammadel“ gehörig, hat sein Geld auf Reisen ausgegeben und will sein „kleines Gut im Gouvernement Tula“ verkaufen. Schließlich findet Gemmas Mutter Gefallen an der Aussicht, dass die Tochter durch die Heirat eines Adligen adlig werden würde.
Sanin begegnet seinem Schulfreund, dem 25-jährigen Ippolit Sidorytsch Polosow. Beide wurden einst in Russland im selben Pensionat erzogen. Polosow kauft für seine Ehefrau Marja Nikolajewna Polosowa, geborene Kolyschkina, die zur Kur in Wiesbaden weilt, groß ein. Als der alte Freund von den Geldsorgen Sanins erfährt, nimmt er ihn zu seiner reichen Frau nach Wiesbaden mit. Polosow weiß, Sanins Gut, im Jefremowski-Kreis, grenzt direkt an eines der Güter seiner Frau. Mit dem Verkauf des ererbten Gutes wäre Sanin der Geldsorgen ledig.
Marja erweist sich als 22-jährige hübsche Dame. Die Bauerstochter weiß genau, was sie will und macht auf Sanin bei näherem Hinsehen einen plebejischen Eindruck. Es sieht so aus, als gehe Marja auf den Kauf des Gutes ein, bittet allerdings um zwei Tage Bedenkzeit. Währenddessen verführt diese Frau Sanin; viel mehr noch – Marja macht sich Sanin untertan. Ab geht die Reise – nicht zu Gemma nach Frankfurt, sondern zu dritt nach Paris.
Turgenew stellt ein Happy End in Aussicht: Dreißig Jahre später kontaktiert Sanin – längst wieder in Russland – Gemma, inzwischen verheiratete Mutter von fünf Kindern – brieflich. Gemmas Antwort aus New York lässt auf Versöhnung hoffen. Es heißt, Sanin will sich auf Reise in die Staaten machen.

## Form
Turgenew bewältigt erzählerisch-konsekutiv zwei Themen – Sanins erste Liebe zu Gemma und seine Verführung durch Marja.
Thema eins
Die erste Liebe klingt in der titelgebenden Kopfstrophe an:
Glückliche Tage
Und Jahre entfliehn,
Eilen wie Wogen
Des Frühlings dahin.
Unmittelbar bevor Gemma und Sanin im Sommer 1840 sich ihre Liebe gestehen möchten, erhebt sich in Frankfurt ein sommerlicher Wirbelsturm. Der peitscht die Bäume und tobt durch die Straßen. Als es dann endlich so weit ist mit dem Geständnis, schaut Sanin nicht nur Gemma ins Gesicht, sondern er sieht das Glück; erblickt die Gottheit sogar. Alles ist Licht. „Die erste Liebe ist eine Revolution“, schreibt Turgenew und meint: „Alle Wunder der Liebe vollzogen sich in ihnen … daß sie beide nicht zur Besinnung kamen …“
Thema zwei
Marja hat den dickbäuchigen, trägen Polosow geheiratet, weil sie frei sein will und nähert sich Sanin. Er ist dem Blick ihrer „grauen Raubtieraugen“ ausgeliefert. Marja hat mit einem Liebhaber nicht genug. Von Dönhof kennt die plebejische Dame schon länger.

## Adaptionen

### Verfilmungen
- 1989 Frankreich, Italien, Vereinigtes Königreich:  Wenn die Masken fallen (Torrents of Spring) – Film von Jerzy Skolimowski mit Timothy Hutton als Sanin, Valeria Golino als Gemma und Nastassja Kinski als Marja.
- 1989 Russland: Eine Reise nach Wiesbaden[4] – Film von Jewgeni Gerassimow[5] mit Sergei Schigunow[6] als Sanin und Natalja Lapina als Marja.

### Vertonung
- Philipp Scharwenka, Frühlingswogen, op. 87 (1891)

## Deutschsprachige Ausgaben
Verwendete Ausgabe:
- Frühlingswogen. Deutsch von Ena von Baer, S. 127–299 in: Iwan Turgenew: Erste Liebe und andere Novellen. Mit Nachwort von Friedrich Schwarz. Dieterich’sche Verlagsbuchhandlung, Leipzig 1968 (3. Aufl.)

## Anmerkung
1. ↑  Gemma (ital.): Edelstein.